# Kollaborativer Roboter

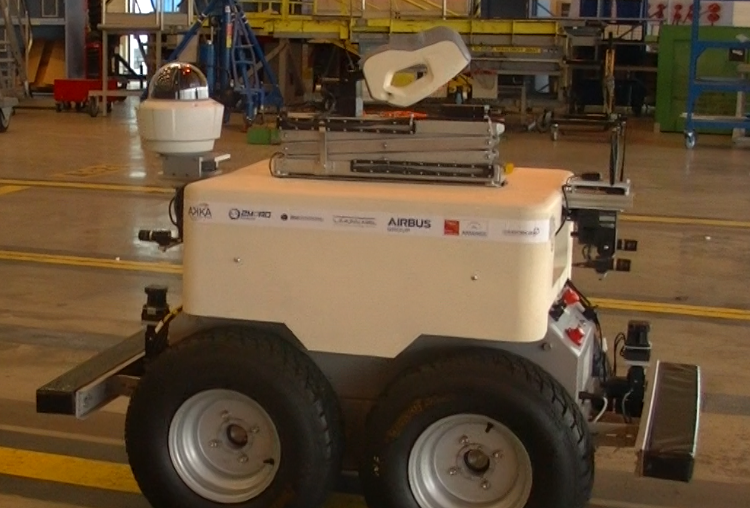
Air-Cobot; ein kollaborativer Roboter, der bei der Inspektion von Flugzeugen unterstützt.

Als kollaborativer Roboter oder kurz Cobot (aus dem Englischen: collaborative robot) wird ein Industrieroboter bezeichnet, der mit Menschen gemeinsam arbeitet und im Produktionsprozess nicht durch Schutzeinrichtungen von diesen getrennt ist.

## Entstehung
Die ersten Cobots wurden im Jahr 1996 von James Edward Colgate und Michael A. Peshkin, zwei Professoren an der US-amerikanischen Northwestern University, entwickelt. In einer Patentschrift aus dem Jahr 1997 werden Cobots wie folgt beschrieben:

“an apparatus and method for direct physical interaction between a person and a general purpose manipulator controlled by a computer”

„Ein Apparat und eine Methode zur direkten physischen Interaktion zwischen einer Person und einem Allzweck-Manipulator der von einem Computer gesteuert wird.“

Die Entwicklung erfolgte im Rahmen eines von der  General Motors Foundation finanzierten Forschungsprojekts mit dem Ziel, Roboter sicher genug zu machen, um sie mit Arbeitern interagieren zu lassen.

## Eigenschaften

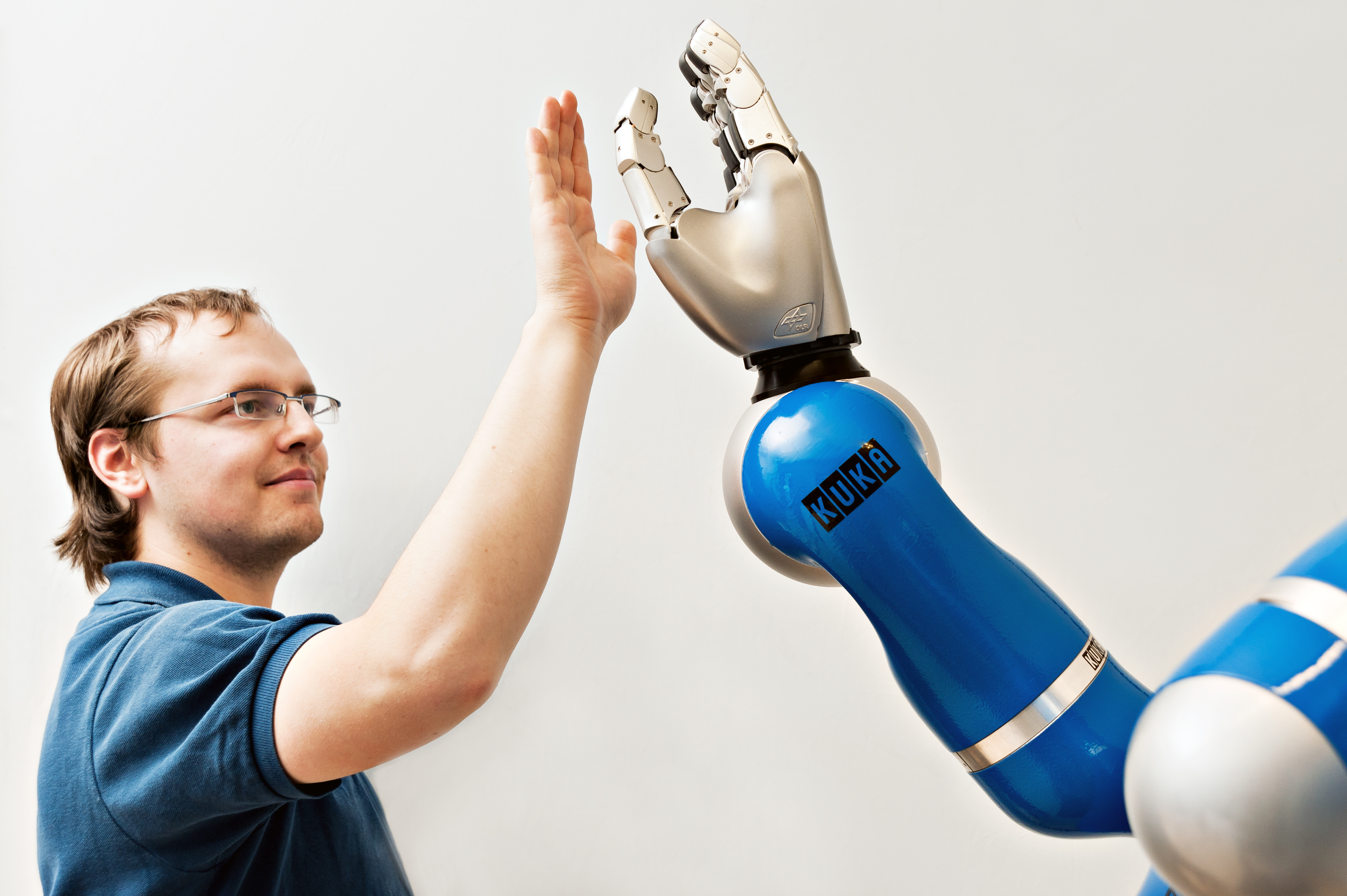
Dank Sensoren können kollaborative Roboter (Cobots) direkt mit Menschen interagieren.

Die Besonderheit von kollaborierenden Robotern ist, dass sie in unmittelbarer Nähe zum Menschen und mit ihm gemeinsam arbeiten können. Dies setzt voraus, dass die Roboter keine Verletzungen beim Menschen hervorrufen können. Zäune und andere Schutzeinrichtungen sind dann nicht mehr nötig, da die Roboter über eigene Sensoren verfügen, die Verletzungen beim menschlichen Mitarbeiter verhindern. Die Roboter schalten sich automatisch ab, wenn sie Hindernisse berühren.
Die ersten Cobots stellten die Sicherheit für die Arbeiter dadurch sicher, dass sie zu keinen eigenständigen Bewegungen fähig waren. Stattdessen wurden die Bewegungen durch den menschlichen Arbeiter geführt. Der Cobot konnte steuernd auf die Bewegung einwirken, indem zum Beispiel die Bewegungsrichtung geändert wurde. Spätere Cobots waren auch zu eigenen selbstgesteuerten Bewegungen fähig. Die auf diese Art betriebenen Roboter können zwar theoretisch sehr viel schnellere Bewegungen vollziehen, sind aber im kollaborativen Betrieb auf ein Minimum ihrer Fähigkeit begrenzt, da die Sicherheit des Menschen im Vordergrund steht. Ist eine Zusammenarbeit mit Menschen zu gefährlich, etwa bei der Handhabung von scharfen oder spitzen Gegenständen oder bei Schraubarbeiten, werden kollaborative Roboter auch als reine Leichtbauroboter in abgetrennten Bereichen verwendet.

## Sicherheit und Arbeitsschutz
Als man die für Industrieroboter relevanten Normen überarbeitet hat, ist ergänzend das neue Anwendungsfeld der kollaborierenden Roboter geschaffen worden. Die Normen EN ISO 10218, Teil 1 und 2 und EN ISO/TS 15066 definieren die sicherheitstechnischen Anforderungen an die Roboter. Der in den Normen definierte kollaborierende Roboter umfasst auch das Werkzeug, das am Roboterarm befestigt wird, sowie die damit bewegten Gegenstände. Durch den nahen oder direkten Kontakt zwischen kollaborierendem Roboter und arbeitender Person ergeben sich zwangsläufig Kollisionsmöglichkeiten. Die Risikobeurteilung des Roboterherstellers muss daher den vorgesehenen betrieblichen Arbeitsplatz einschließen. Grundlage dieser Risikobeurteilung ist neben der Maschinenrichtlinie die Norm EN ISO 10218, Teil 1 und 2.

## Hersteller
Die Firma Cobotics baut seit 2002 Cobots.
Der deutsche Roboterpioneer KUKA verkaufte 2004 die ersten computergesteuerten Cobots (KUKA LBR 3) die in einer Kooperation mit dem  Deutschen Zentrum für Luft- und Raumfahrt entwickelt wurden. Im Jahr 2008 brachte KUKA den Nachfolger LBR 4 auf den Markt, und schließlich 2013 den Cobot LBR iiwa.
Universal Robots veröffentlichte den ersten firmeneigenen Cobot, den UR5, im Jahr 2008. Im Jahr 2012 erschien mit dem UR10 ein etwas größeres Modell und im Jahr 2015 der kleinere UR3.
Das Unternehmen Rethink Robotics vertreibt seit 2012 (seit 2018 Teil der Hahn Group) den Cobot Sawyer und die Software Intera. Modelle anderer Hersteller sind der Fanuc CR-35iA, der Bosch APAS assistant, der ABB YuMi und die in Hannover ansässige Yuanda Robotics GmbH.
Das aus Südkorea stammende Unternehmen Doosan Robotics der Unternehmensgruppe Doosan Group bietet Cobots seit 2017 an.
Die deutsche Firma Franka Emika, mit Sitz in München, baut seit 2017 kollaborierende Roboter.
Das deutsche Start-up Nexaro aus Wuppertal hat das Cobot-Konzept 2022 auf einen Saugroboter für die professionelle Gebäudereinigung übertragen.